# 김준호 (1984년)
김준호(金埈鎬, 1984년 3월 3일 ~ )는 전 KBO 리그 한화 이글스의 외야수이다.

## 출신 학교
- 순천연향초등학교
- 여수중학교
- 순천효천고등학교
- 고려대학교

## 프로 야구 선수 시절

### LG 트윈스시절
포크볼과 체인지업 등 타격 때 떨어지는 변화구 공략이 탁월한 유망주였으나 2011년 시즌 중 오른쪽 어깨 극하근과 극상근이 부분 파열되는 부상으로 인해 강철민과 함께 방출되었다. 방출 후 한화 이글스에 이적하여 재활했다.

### 한화 이글스시절
LG에서 방출된 뒤 한화 이글스에 입단하였다.

#### 끝내기 주루사 사건
김준호는 2011년 9월 23일 대전 두산 전에서 9회말 팀이 2점 차이로 뒤지고 있는 2사 1·2루 동점 기회에서 1루 가르시아의 대주자로 나왔다. 타석에 들어선 유격수 이대수가 두산의 마무리 투수로 등판한 페르난도를 상대로 3루타성 적시타가 이어지면서 2루 주자 장성호가 홈을 밟고, 외야 펜스를 때린 타구를 좌익수 김현수가 한 번에 포구하지 못하는 사이 1루 주자 김준호까지 여유있게 홈인하는 듯 보였다. 그러나 아무도 예상치 못한 반전이 연출됐다. 홈으로 질주하던 김준호가 홈까지 불과 6m를 남기고 넘어졌다. 김준호가 넘어진 것을 본 두산 3루수 이원석이 재빨리 정확한 송구를 홈으로 던져 그 볼을 용덕한이 받아 김준호를 홈에서 태그 아웃시키면서 한화 이글스는 동점을 만들지 못하고 6:7로 패배를 당했다. 동점을 확신하고, 역전 작전까지 계산하던 상황에서 어이없는 주루사로 허무하게 경기가 끝나자 한화 더그아웃은 잠시 충격에 휩싸였다. 승리한 두산도 어리둥절해하기는 마찬가지였다. 블론 세이브를 피한 마무리 페르난도와 포수 용덕한을 포함한 선수들은 웃음을 터뜨렸고, 승리를 지킨 선발 투수 김선우도 미소를 지었다. 비록 팀에게 패배를 안겼지만 야구팬에서 웃음을 선사한 인상적인 장면이 되었다. 그 날 김선우는 행운까지 얻어 15승을 기록했지만, 부상으로 인해 LG에서 방출당하고 한화에서 모처럼 기회를 잡아 출전한 김준호에게는 안타까운 사건이었다. 한화로 이적하여 계속 재활하였기 때문에, 오랜만에 베이스 러닝을 하는 과정에서 다리가 풀린 게 원인이었다. 이후 김준호는 아쉽게 한화 이글스에서 방출되었다.